# Manchester (Geórgia)
Manchester é uma cidade localizada no estado americano de Geórgia, no Condado de Meriwether e Condado de Talbot.

## Demografia
Segundo o censo americano de 2000, a sua população era de 3988 habitantes.
Em 2006, foi estimada uma população de 3851, um decréscimo de 137 (-3.4%).

## Geografia
De acordo com o United States Census Bureau tem uma área de 14,8 km², dos quais 14,8 km² cobertos por terra e 0,0 km² cobertos por água. Manchester localiza-se a aproximadamente 190 m acima do nível do mar.

## Localidades na vizinhança
O diagrama seguinte representa as localidades num raio de 20 km ao redor de Manchester.